# TSK・CCCターミナルビル
TSK・CCCターミナルビル（ティーエスケイ・シーシーシーターミナルビル、英称：Toa Sogo Kigyo・Celebrity Choice Club）は、東京都港区六本木7丁目15-2に存在した高級会員制クラブやレストラン、オフィスなどの複合ビル。

## 概要

### 東亜相互企業
暴力団「東声会」のトップとして知られ、レジャー開発などを手がける「東亜相互企業」も経営する、保守反共主義者・右翼である韓国人（在日韓国人）の鄭建永（通名は町井久之）により、1966年に完成し町井の自宅がおかれていた「東亜マンション」と同じ敷地内に「現代人の憩いと対話の場所を実現するため」として建設され、1973年7月11日にオープンした。
建設資金は、東亜相互企業が韓国外換銀行の支払い保証約60億円の信用保証を受け、日本不動産銀行（後の日本債券信用銀行、現在のあおぞら銀行）より約54億の借款を受けることにより調達した（日本不動産銀行は戦前の朝鮮銀行の旧行員を中心に創設された銀行で朝鮮半島とは縁があった。融資額の内の21億円が建設関連費に回され、33億円を那須高原・白河高原の総合開発事業につぎ込んだ）が、最終的に建設費は建設会社に払われないままであったと伝えられている。

### 東声会
なおTSK・CCCは、町井が自らの生業としていた「東声会」などの非合法活動から決別し、「東亜相互企業社長」という「表の社会の成功者」として振る舞うことを演出することを主な目的として建設されたこともあり（フロント企業）、東声会構成員は、TSK・CCCのオフィス棟に置かれていた東亜相互企業とそのグループ企業のオフィスに出入りすることが固く禁じられていた。

### 「Celebrity Choice Club」
元暴力団組長という、まさに反社会的勢力の構成員が経営しているにもかかわらず、当時の日本のコンプライアンスの低さから、オープニングレセプションは読売新聞社の渡辺恒雄（その後同社会長）が運営委員を務め、司会は後に参議院議員となる女優の山口淑子が務めた。
さらにゲストとして町井の後見人で東亜相互企業会長でもある児玉誉士夫と親しい岸信介元首相や園田直衆議院議員などの政界人や、岡田茂三越会長などの財界人、三田佳子などの芸能人から各国の特命全権大使までが駆けつけた。
オープン後も、「Celebrity Choice Club（セレブリティーが選択するクラブ）」の名の通り、長嶋茂雄や石原裕次郎、E・H・エリックやデヴィ・スカルノ、アラン・ドロンなどの著名人が毎晩のように訪れるなどの盛況を見せた。

### 凋落
しかし、町井の後見人でありオフィス棟に会長室を置いていた児玉が「ロッキード事件」で1976年に逮捕された上に、白河高原の開発をめぐって、同年7月5日、東亜相互企業社員の黒沢勝利ら3人が福島県知事の木村守江に対する500万円の贈賄容疑で逮捕され、町井も任意で取調べを受けた。
また同時期には、アメリカの韓国系ロビイストが関係した汚職事件の舞台として、TSK・CCCが使われていたとしてアメリカ議会の委員会から調査を受けるなど、不名誉な形でマスコミに取り上げられることが増えたこともあり、急速に客足が遠のくことになる。
さらにその後1977年6月に、東亜相互企業は不渡りを出して倒産した。これ以降、町井はほとんど人前に出なくなり、TSK・CCCターミナルビル内の自宅マンションに引きこもる日々が続いた。

### 「幽霊ビル」
その後町井がこのビルを手放すことは避けられたものの、町井の意向もあり「キャラバン・サライ」をはじめとするいくつかの店舗が閉鎖された。その代りに、松尾和子やデヴィ・スカルノなどが経営する新しい店と入れ替わるなどしたものの、以前の様な派手な展開は行なわれなくなった。その上に、メンテナンスや改装があまり行われなかったことから、バブル景気が崩壊した1990年代に入ると「幽霊ビル」と呼ばれるようになっていく。
1990年代後半に入ると、町井の長男である佐藤雄司などのアドバイスを受けて、空いたクラブやレストランなどのエリアはクラブやディスコなどに貸し出されるようになり、若者を中心に以前とは違う形で盛況を見せることもあった。

### 閉鎖と競売

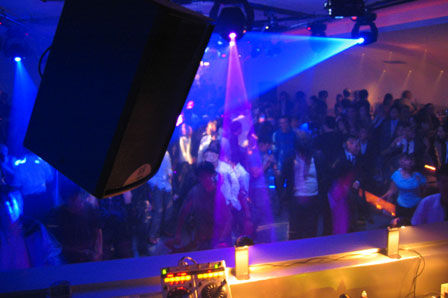
「Club Vanilla」として営業されていた3階（2006年）

その後2002年9月に町井が死去したため、町井の長男の佐藤に所有権が移された。しかしその後町井の債権者らによって競売にかけられ、敷地の約半分である約600坪が252億6000万円で落札されたものの、その後数度にわたり所有者が移転された。なおこの競売には、2007年に朝鮮総連本部ビル売却問題で逮捕された緒方重威元公安調査庁長官や、2008年に経営破綻したリーマン・ブラザーズなどの外資金融機関も関与していたのではないかと噂された。
その後2007年4月1日には、最大のテナントであった「Club Vanilla」が閉店し、「東亜ビル管理組合顧問」を名乗る朝堂院大覚や、いくつかの残ったテナントが立ち退きを巡って所有者らと争っていた。しかしその後ビルの解体が進み、2008年3月一杯でビルは完全に解体された。ビルが解体された後も民主党の辻恵代議士と富士薬品との間で資金を巡るトラブルが表面化するなど、当ビルを巡ってはその後も不透明な資金の流れの舞台となった。
2011年10月、住友不動産が土地を取得。投資ファンドの「マラソン・アセット・マネジメント」が、「真の所有権者は同社と傘下ファンドのコモン・ウェル・マネジメント・インクだ」として、住友不動産に対し所有権移転登記抹消を請求する訴訟を起したが、2013年末までに和解が成立した。

## 主な施設
約1200坪の敷地内には2つの建物が折り重なるように建てられ、6階建ての「東亜マンション」の他、東亜相互企業とそのグループ会社のオフィスや会議室があった。最盛期には高級会員制クラブや「キャラバン・サライ」などのレストラン、バーや美容院、さらにはテニスコートやボクシングジムまでが備えられていた。